# Скідан Геннадій Вікторович
Геннадій Вікторович Скідан (нар. 24 липня 1973, Сімферополь, Кримська область, УРСР) — український футболіст, півзахисник.
Переможець чемпіонату Молдови 1997. У вищій лізі України провів 53 матчі. У складі СК «Миколаїв» — переможець, найкращий бомбардир та найкращий гравець першої ліги чемпіонату України 1997/98.

## Життєпис
За словами футболіста, «путівку в футбол» йому дав Анатолій Миколайович Заяєв. Під його керівництвом Скідан грав у «Таврії», кишинівському «Конструкторулі», «Миколаєві», «Прикарпатті» та «Поліссі» — в п'яти з восьми своїх професіональних команд. Період між 1993 і 1995 роками пропустив через травму. Найуспішнішим періодом кар'єри Скідана є сезони 1996/97 та 1997/98, коли півзахисник по черзі ставав переможцем чемпіонату Молдавії, а потім — першої ліги України та її найкращим бомбардиром.

## Досягнення
«Конструкторул»
- Національний дивізіон Молдови
  -  Чемпіон (1): 1996/97

СК «Миколаїв»
- Перша ліга чемпіонату України
  -  Чемпіон (1): 1997/98

- Найкращий бомбардир Першої ліги чемпіонату України (1): 1997/98
- Найкращий гравець Першої ліги за версією газети «Команда» (1): 1997/98